# Jan Adam Stadnicki
Jan Adam Stadnicki herbu Szreniawa bez Krzyża (ur. ?, zm. 29 czerwca 1651 w czasie bitwy pod Beresteczkiem) – poseł na sejmy, podkomorzy sanocki, sędzia kapturowy ziemi sanockiej w 1648 roku.

## Życiorys
Był posłem na sejmy:
- oba (zwyczajny i nadzwyczajny) w 1629 roku (z województwa ruskiego),
- w 1631 roku (z powiatu sanockiego),
- w 1632 roku (sejm konwokacyjny, delegowany z województwa ruskiego, z którym złożył głos na wybór Władysława IV), uczestniczył również w sejmie elekcyjnym w tym roku,
- w 1633 roku (sejm koronacyjny Władysława IV),
- w 1635 roku i we wszystkich kolejnych latach do 1643 roku, w tym w 1637 roku zarówno na sejm zwyczajny, jak i nadzwyczajny. Na sejmie zwyczajnym 1637 roku reprezentował ziemię sanocką. 10 lutego tego roku pojawił się w sejmie pijany (wraz z paroma innymi posłami) i zażądał od posłów litewskich opuszczenia pierwszych ław. W 1639 roku reprezentował sejmik wiszeński. Później uczestniczył w sejmach 1648 roku: konwokacyjnym po śmierci Władysława IV, elekcyjnym, na którym podpisał elekcję Jana Kazimierza z województwem ruskim,
- w 1649 roku na sejm koronacyjny oraz na sejm 1649/1650 z województwa ruskiego.

Był członkiem konfederacji generalnej zawiązanej 16 lipca 1632 roku. Jako poseł na sejm konwokacyjny 1648 roku z województwa ruskiego był członkiem konfederacji generalnej zawiązanej 31 lipca 1648 roku.
W 1648 roku Stadnicki został podkomorzym sanockim.
W 1649 roku dowodząc chorągwią pospolitego ruszenia z województwa ruskiego wziął udział w bitwie pod Zborowem. W 1651 roku dowodził tą chorągwią w czasie bitwy pod Beresteczkiem, w czasie której zginął.
Był właścicielem Leska (w 1640 roku było to samo Lesko i 24 wsie). Miał też majątki w Smolniku, Terle, Rosochach i Korczynie w województwie ruskim. Hodowane w swoich dobrach woły eksportował za granicę.

## Życie rodzinne
Był synem Stanisława Stadnickiego i Heleny z domu Leśnowolskiej h. Pierzchała.
Był dwukrotnie żonaty; z Katarzyną Owadowską (wnuczką Jana Kochanowskiego) miał córkę Marianną Barbarę, późniejszą żonę Andrzeja Samuela Stadnickiego. Z drugiego małżeństwa, z Barbarą Korycińską (córką Mikołaja Korycińskiego) nie zostawił potomstwa.